# Estadi Nacional de Lagos
L'Estadi Nacional de Lagos és un estadi esportiu de la ciutat de Lagos, a Nigèria. També és conegut com Estadi Surulere, per la unitat administrativa on és situat. És usat per la pràctica del futbol, rugbi o atletisme.
El camp va ser inaugurat el 1961. L'any 1972 tenia una capacitat per a 55.000 espectadors, que l'any 1999 es va reduir a 45.000. El rècord d'espectadors fou de 85.000, en la final de la Copa d'Àfrica de Nacions 1980. Va ser seu d'aquesta Copa d'Àfrica de Nacions 1980, així com de la Copa d'Àfrica de Nacions 2000 i dels Jocs Panafricans de 1973. Va ser seu del Campionat Africà d'atletisme de 1989.

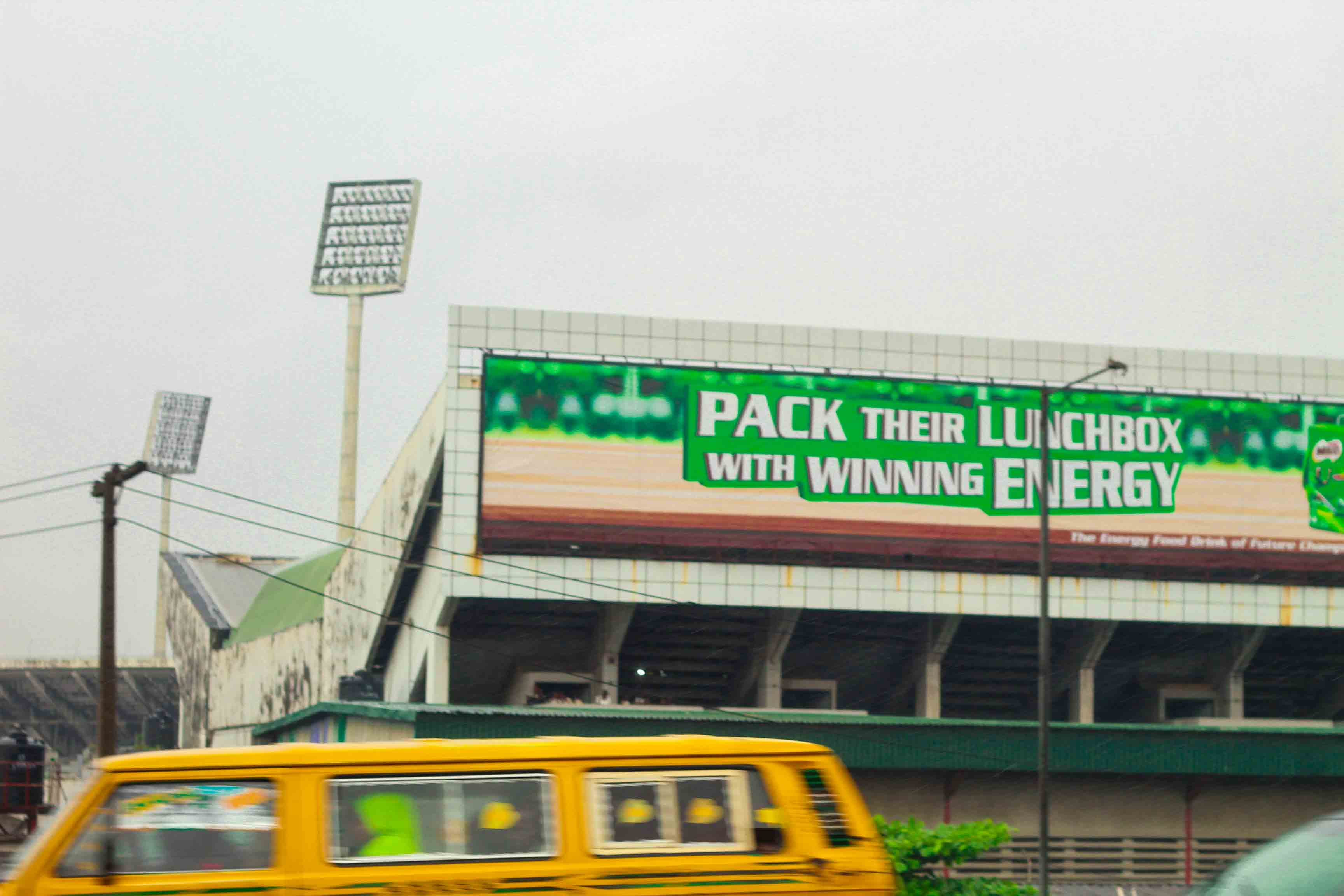
Vista exterior.

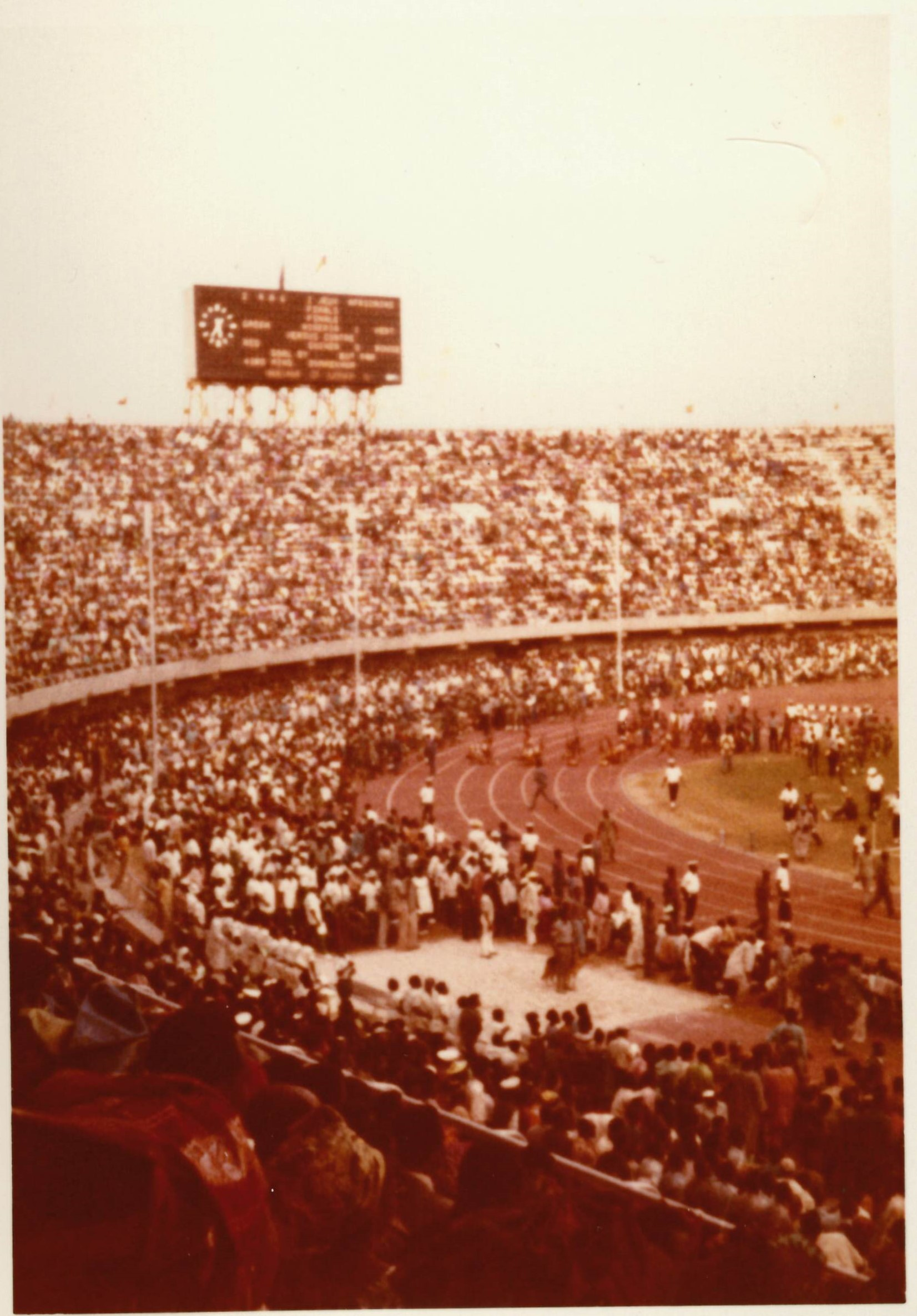
Jocs Panafricans de 1973.